# Hemmingford (municipalité de canton)
Ne doit pas être confondu avec Hemmingford (municipalité de village).
Pour les articles homonymes, voir Hemmingford.
Hemmingford est une municipalité de canton dans Les Jardins-de-Napierville, en Montérégie, au Québec (Canada).
Essentiellement rurale, la municipalité est située en périphérie du village du même nom.

## Toponymie
Hemmingford a reçu son nom du village de Hemingford en Angleterre.

## Histoire
Le territoire actuel du canton était auparavant entouré par les anciennes seigneuries de Beauharnois, Lacolle et Lasalle. Il a commencé à être signalé à partir de 1795 sur la carte de Gale et Duberger. C'est pendant la Guerre de Sécession[réf. nécessaire] que la région se peuplera davantage avec l'arrivée de nombreux loyalistes et d'immigrants britanniques. En 1855 le canton devient officiellement autonome et adopte le nom d'une localité anglaise. Presque un quart de siècle plus tard, se sépare le village d'Hemmingford, ce qui représente un territoire de moins de 1 km2 entièrement enclavé dans le territoire du canton.

## Géographie
La rivière des Anglais traverse la municipalité du sud-ouest vers nord-ouest.
La rivière L'Acadie en traverse l'est du sud au nord.

## Démographie
En 2021, la population de Hemmingford s'élevait à 1 995 habitants. Elle connaît une hausse de 95 personnes ( 5,0 %) entre 2016 et 2021. La densité brute de la population est de 12,7 habitants/km2 pour l'ensemble de la municipalité.
| 1991  | 1996  | 2001  | 2006  | 2011  | 2016  | 2021  |
| ----- | ----- | ----- | ----- | ----- | ----- | ----- |
| 1 693 | 1 748 | 1 703 | 1 763 | 1 747 | 1 900 | 1 995 |

## Administration
Les élections municipales se font en bloc pour le maire et les six conseillers.
| Hemmingford (municipalité de canton) Maires depuis 2001                                                              |                      |                                                   |          |
| Élection | Maire                | Qualité                                           | Résultat |
| 2001 | Karl Kramell         |                                                   | Voir     |
| 2005 | Jean-Pierre Bergeron | Conseiller 2003-2005 Conseiller 2009-2020         | Voir     |
| 2009 | Paul Viau            | Conseiller 1983-2009 Décès en fonction (mai 2021) | Voir     |
| 2013 | Paul Viau            | Conseiller 1983-2009 Décès en fonction (mai 2021) | Voir     |
| 2017 | Paul Viau            | Conseiller 1983-2009 Décès en fonction (mai 2021) | Voir     |
| 2021 | Lucien Bouchard      | Maire-suppléant (2021)                            | Voir     |
| 2021 | Lucien Bouchard      | Maire-suppléant (2021)                            | Voir     |
| Élection partielle en italique Depuis 2005, les élections sont simultanées dans toutes les municipalités québécoises |                      |                                                   |          |

## Attraits

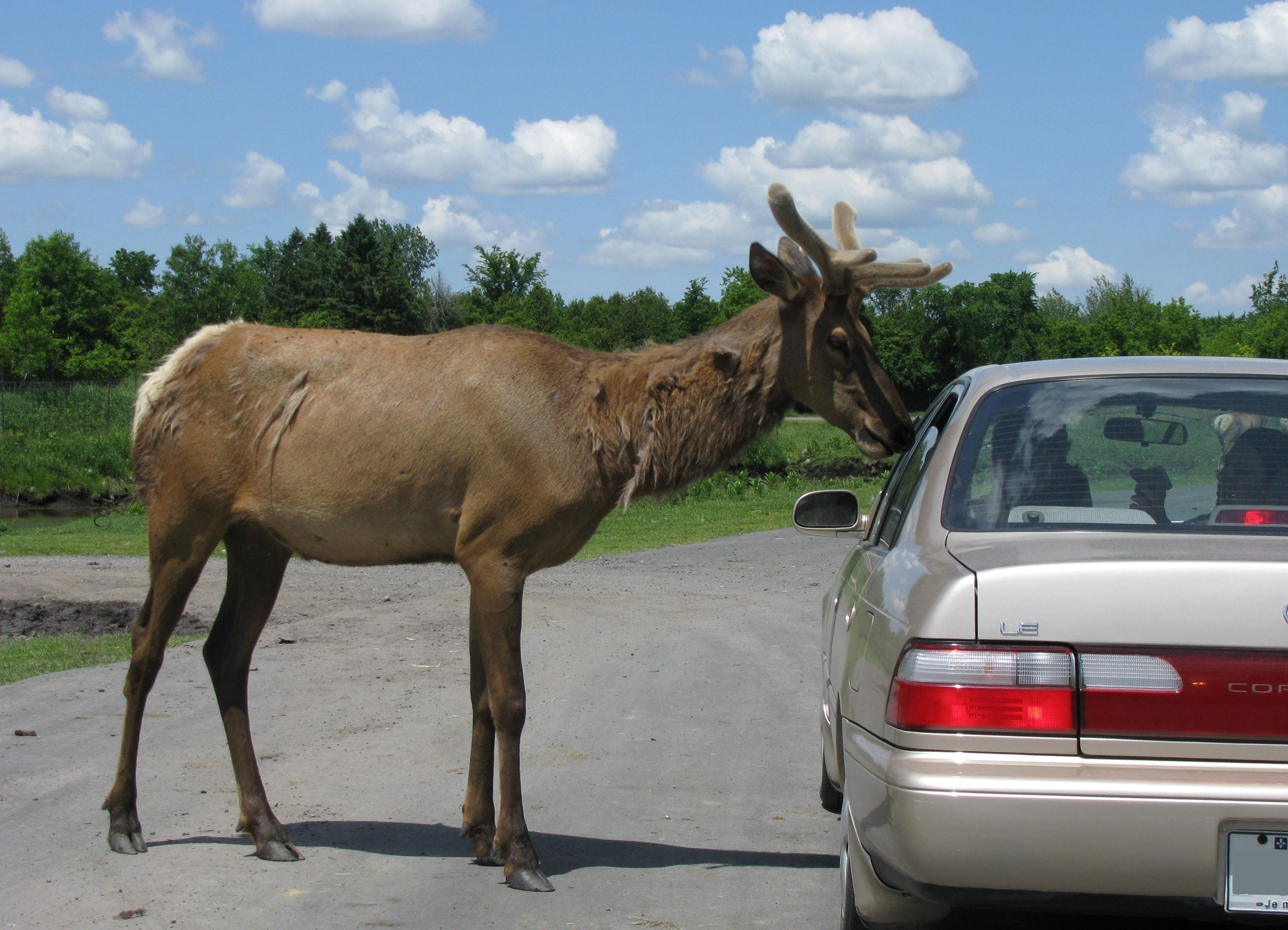
Parc Safari

Hemmingford est célèbre pour son parc Safari, son club de golf champêtre, ses vergers et son cidre. On y trouve trois cidreries — la Cidrerie du Minot, la Face cachée de la pomme et les Vergers écologiques Philion.